# Дискографија групе Public Enemy
Дискографија америчке хип-хоп групе Public Enemy састоји се од тринаест студијских албума, два албума уживо, четири компилације, два ремикс албума, један саундтрек албум, четири видео албума и тридесет и девет синглова.
Први студијски албум групе Yo! Bum Rush the Show објавили су 10. фебруара 1987. године. Албумски синглови Public Enemy No. 1" и You're Gonna Get Yours досегли су на листе широм света. Други студијски албум It Takes a Nation of Millions to Hold Us Back објављен је 28. јуна 1998. године. Албум се нашао на 42. позицији листе Билборд 2000 и продат је у 1,3 милиона примерака у Сједињеним Државама, а добио је платинумски сертификат Америчког удружења дискографских кућа. Четири сингла са албума It Takes a Nation of Millions to Hold Us Back — Bring the Noise, Don't Believe the Hype, Night of the Living Baseheads и Black Steel in the Hour of Chaos нашла су се на америчкој листи Billboard Hot R&B/Hip-Hop Songs. Остале песме заједно са синглом Rebel Without a Pause доспела су на листу у Уједињеном Краљевству.
Fear of a Black Planet, трећи студијски албум бенда објављен је у априлу 1990. године.. Албум се нашао на 10. позицији листе Билборд 200 и током прве недеље од објављивања продат је у милион примерака. Fear of a Black Planet такође се нашао на листама Аустралије, Канаде и Новог Зеланда. На албуму се нало пет синглова, Fight the Power" и 911 Is a Joke који су се нашли на првом месту листе Billboard Hot Rap Songs, као и на листама Холандије и Уједињеног Краљевства. Остала два сингла са албума Fear of a Black PlanetFear of a Black Planet — Welcome to the Terrordome, Brothers Gonna Work It Out и Can't Do Nuttin' for Ya Man нашли су се међу 25 најбољих синглова на листи Hot Rap Songs  и међу 40 најбољих листе на Новом Зеланду. 
Четврти студијски албум групе под називом Apocalypse 91... The Enemy Strikes Black објављен је у октобру 1991. године и нашао се на 4. позицији листе Билборд 200. Први албумски сингл Can't Truss It нашао се на 50 позицији листе Билборд хот 100. Албум  Muse Sick-n-Hour Mess Age бенд је објавио 23. августаа 1994. године, а албум се нашао на 14. позицији листе Билборд 200. Главни албумски сингл Give It Up био је на 33. позицији листе Билборд хот 100 и постао најуспешнији сингл групе у Сједињеним Државама. Године 1998. , група је снимила музику за филм He Got Game. Истоимени саундтрек албум нашао се на 26. позицији листе Билборд 200, а најуспешнији албумски сингл био је He Got Game..
Након што су потписали уговор са издавачком кућом Atomic Pop, објавили су албум There's a Poison Goin' On, шести студијски албум, који је доживео велики комерцијални успех у Великој Британији. Албумски сингл Do You Wanna Go Our Way нашао се на 66. позицији листе у земљи. Група је након тога потписала нови уговор са издавачком кућом Koch Records и објавила албум Revolverlution у јулу 2002. године. Албум се нашао на 110. позицији америчке листе Билборд 200 и продат је у 71.000 примерака у Сједињеним Државама. Групе је након тога сарађивала са репером Паризом на њиховом деветом албуму под називом Rebirth of a Nation, који је објвљен 7. марта 2006. године. Албум се нашао на 180. позцији листе Билборд 200.
 How You Sell Soul to a Soulless People Who Sold Their Soul?, десети студијски албум групе објављен је 7. августа 2007. године, а са њега истакао се сингл Harder Than You Think који се нашао на првом месту листе у Уједињеном Краљевству. Током 2012. године група је објавила два албума Most of My Heroes Still Don't Appear on No Stamp у јулу и The Evil Empire of Everything у октобру Током јула 2015. године група је објавила свој тринаести студијски албум под називом Man Plans God Laughs.

## Албуми

### Студијски албуми
| Назив | Детаљи | Позиција | Позиција | Позиција | Позиција | Позиција | Позиција | Позиција | Позиција | Позиција | Позиција | Број проданих примерака | Сертификати                                 |
| Назив | Детаљи | САД      | САД R&B  | АУС      | КАН      | НЕМ      | ХОЛ      | НЗ       | ШВЕ      | ШВА      | УК       | Број проданих примерака | Сертификати                                 |
| --- | --- | -------- | -------- | -------- | -------- | -------- | -------- | -------- | -------- | -------- | -------- | ----------------------- | ------------------------------------------- |
| Yo! Bum Rush the Show                                                                                         | - Датум објављивања: 10. фебруар 1987. (САД) - Издавачка кућа: Def Jam Recordings - Формат: ЦД, касета, винил           | 125      | 28       | —        | —        | —        | —        | —        | —        | —        | —        | - САД: 400,000          | - RIAA: Златно                              |
| It Takes a Nation of Millions to Hold Us Back                                                                 | - Датум објављивања: 28. јун 1988. (САД) - Издавачка кућа: Def Jam - Формат: ЦД, касета, винил                          | 42       | 1        | —        | 93       | —        | 40       | —        | —        | —        | 8        | - САД: 1,300,000        | - RIAA: Платина - BPI: Златно               |
| Fear of a Black Planet                                                                                        | - Датум објављивања: 10. април 1990. (САД) - Издавачка кућа: Def Jam - Формат: ЦД, касета, винил                        | 10       | 3        | 30       | 15       | 30       | 17       | 15       | 24       | 19       | 4        | - САД: 1,300,000        | - RIAA: Платина - BPI: Златно - MC: Златно  |
| Apocalypse 91... The Enemy Strikes Black                                                                      | - Датум објављивања: 1. октобар 1991. (САД) - Издавачка кућа: Def Jam - Формат: ЦД, касета, винил                       | 4        | 1        | 11       | 12       | 38       | 62       | 5        | 36       | 33       | 8        | - САД: 1,000,000        | - RIAA: Платина - BPI: Сребрно - MC: Златно |
| Muse Sick-n-Hour Mess Age                                                                                     | - Датум објављивања: 23. август 1994.(САД) - Издавачка кућа: Def Jam - Формат: ЦД, касета, винил                        | 14       | 4        | 16       | 20       | 25       | 39       | 7        | 20       | 22       | 12       | - САД: 500,000          | - RIAA: Златно                              |
| There's a Poison Goin' On                                                                                     | - Датум објављивања: 20. јул 1999. (САД) - Издавачка кућа: Atomic Pop - Формат: ЦД, касета, винил, дигитално преузимање | —        | —        | —        | —        | 66       | —        | —        | —        | —        | 55       |                         |                                             |
| Revolverlution                                                                                                | - Датум објављивања: 23. јул 1992.(САД) - Издавачка кућа: E1 Music - Формат: ЦД, дигитално преузимање, винил            | 110      | 16       | —        | —        | —        | —        | —        | —        | —        | —        | - САД: 71,000           |                                             |
| New Whirl Odor                                                                                                | - Датум објављивања: 1. новембар 2005. (САД) - Издавачка кућа: Slam Jamz - Формат: ЦД, дигитално преузимање, винил      | —        | —        | —        | —        | —        | —        | —        | —        | —        | —        |                         |                                             |
| Rebirth of a Nation (Paris и Public Enemy)                                                                    | - Датум објављивања: 7. март 2006. (САД) - Издавачка кућа: Guerrilla Funk - Формат: ЦД, дигитално преузимање, винил     | 180      | 54       | —        | —        | —        | —        | —        | —        | —        | —        |                         |                                             |
| How You Sell Soul to a Soulless People Who Sold Their Soul?                                                   | - Датум објављивања: 7. август 2007. (САД) - Издавачка кућа: Slam Jamz - Формат: ЦД, дигитално преузимање, винил        | —        | —        | —        | —        | —        | —        | —        | —        | —        | 199      |                         |                                             |
| Most of My Heroes Still Don't Appear on No Stamp                                                              | - Датум објављивања: 13. јул2 012. (САД) - Издавачка кућа: Slam Jamz - Формат: ЦД, дигитално преузимање, винил          | —        | —        | —        | —        | —        | —        | —        | —        | —        | —        |                         |                                             |
| The Evil Empire of Everything                                                                                 | - Датум објављивања: 1. октобар 2012. (САД) - Издавачка кућа: Enemy - Формат: ЦД, дигитално преузимање, винил           | —        | —        | —        | —        | —        | —        | —        | —        | —        | —        |                         |                                             |
| Man Plans God Laughs                                                                                          | - Датум објављивања: 27. јул 2015. (САД) - Издавачка кућа: RCS Music - Формат: ЦД, дигитално преузимање, винил          | —        | —        | —        | —        | —        | —        | —        | —        | —        | —        |                         |                                             |
| Nothing Is Quick in the Desert                                                                                | - Датум објављивања: 29. јун 2017. (САД) - Издавачка кућа: 916% Entertainment - Формат: дигитално преузимање            | —        | —        | —        | —        | —        | —        | —        | —        | —        | —        |                         |                                             |
| "—" означава издање које или није дебитовало на тој топ-листи или није дебитовало у/на тој држави/територији. | |          |          |          |          |          |          |          |          |          |          |                         |                                             |

### Уживо албуми
| Назив                                                  | Детаљи |
| ------------------------------------------------------ | --- |
| It Takes a Nation: The First London Invasion Tour 1987 | - Датум објављивања: 17. мај 2005. (САД) - Издавачка кућа: Slam Jamz - Формат: ЦД                              |
| MKL VF KWR - Revolverlution Tour Manchester UK 2003    | - Датум објављивања: 2006.(САД) - Издавачка кућа: SPV Recordings - Формат: ЦД, DVD                             |
| Fight the Power: Greatest Hits Live!                   | - Датум објављивања: 6. фебруар 2007. (САД) - Издавачка кућа: Titan/Pyramid - Формат: ЦД, дигитално преузимање |

### Компилацијски албуми
| Назив | Детаљи | Позиција | Позиција | Позиција | Позиција | Позиција | Позиција | Сертификат     |
| Назив | Детаљи | САД      | САД R&B  | ХОЛ      | НЗ       | ШВЕ      | УК       | Сертификат     |
| --- | --- | -------- | -------- | -------- | -------- | -------- | -------- | -------------- |
| Greatest Misses                                                                                               | - Датум објављивања: 15. септембар 1992. (САД) - Издавачка кућа: Def Jam - Формат: ЦД, винил, касета           | 13       | 10       | 72       | 15       | 30       | 15       | - RIAA: Златно |
| 20th Century Masters – The Millennium Collection: The Best of Public Enemy                                    | - Датум објављивања: 19. јун 2001. (САД) - Издавачка кућа: Universal Music - Формат: ЦД, дигитално преузимање  | —        | —        | —        | —        | —        | —        |                |
| Power to the People and the Beats: Public Enemy's Greatest Hits                                               | - Датум објављивања: 2. август 2005. (САД) - Издавачка кућа: Def Jam - Формат: ЦД, дигитално преузимање, винил | 69       | 26       | —        | —        | —        | 39       | - BPI: Сребрно |
| Beats and Places                                                                                              | - Датум објављивања: 8. новембар 2006. (САД) - Издавачка кућа: Slam Jamz - Формат: ЦД, дигитално преузимање    | —        | —        | —        | —        | —        | —        |                |
| Planet Earth: The Rock and Roll Hall of Fame Greatest Rap Hits                                                | - Датум објављивања: 22. април 2013. - Издавачка кућа: Weinerworld - Формат: ЦД, дигитално преузимање, винил   | —        | —        | —        | —        | —        | —        |                |
| "—" означава издање које или није дебитовало на тој топ-листи или није дебитовало у/на тој држави/територији. | |          |          |          |          |          |          |                |

### Ремикс албуми
| Назив                                    | Детаљи |
| ---------------------------------------- | --- |
| Bring That Beat Back                     | - Датум објављивања: 5. септембар 2006. (САД) - Издавачка кућа: Koch - Формат: ЦД, дигитално преузимање          |
| Remix of a Nation (Paris и Public Enemy) | - Датум објављивања: 6. новембар 2007. (САД) - Издавачка кућа: Guerrilla Funk - Формат: ЦД, дигитално преузимање |

### Саундтрек албуми
| Назив       | Детаљи                                                                                           | Позиција | Позиција | Позиција | Позиција | Позиција | Позиција |
| Назив       | Детаљи                                                                                           | САД      | САД R&B  | КАН      | НЕМ      | ХОЛ      | УК       |
| ----------- | ------------------------------------------------------------------------------------------------ | -------- | -------- | -------- | -------- | -------- | -------- |
| He Got Game | - Датум објављивања: 21. април 1998. (САД) - Издавачка кућа: Def Jam - Формат: ЦД, касета, винил | 26       | 10       | 35       | 81       | 98       | 50       |

### Видео албуми
| Назив | Детаљи                                                                            | Позиција  |
| Назив | Детаљи                                                                            | САД Video |
| --- | --------------------------------------------------------------------------------- | --------- |
| Fight the Power... Live!                                                                                      | - Датум објављивања: 1989.(САД) - Издавачка кућа: Def Jam - Формат: VHS           | 5         |
| Tour of a Black Planet                                                                                        | - Датум објављивања: 1991. (САД) - Издавачка кућа: Def Jam - Формат: VHS          | 8         |
| The Enemy Strikes Live                                                                                        | - Датум објављивања: 1992. (САД) - Издавачка кућа: Def Jam - Формат: VHS          | 25        |
| It Takes a Nation: The First London Invasion Tour 1987                                                        | - Датум објављивања: 17. мај 2005.(САД) - Издавачка кућа: Slam Jamz - Формат: DVD | —         |
| "—" означава издање које или није дебитовало на тој топ-листи или није дебитовало у/на тој држави/територији. |                                                                                   |           |

## Синглови
| Назив | Година | Позиција | Позиција  | Позиција | Позиција | Позиција | Позиција | Позиција | Позиција | Позиција | Позиција | Сертификати    | Албум                                                       |
| Назив | Година | САД      | САД Dance | САД R&B  | САД Rap  | АУС      | ФРА      | ХОЛ      | НЗ       | ШВА      | УК       | Сертификати    | Албум                                                       |
| --- | ------ | -------- | --------- | -------- | -------- | -------- | -------- | -------- | -------- | -------- | -------- | -------------- | ----------------------------------------------------------- |
| "Public Enemy No. 1"                                                                                          | 1987   | —        | —         | —        | —        | 69       | —        | —        | —        | —        | —        |                | Yo! Bum Rush the Show                                       |
| "You're Gonna Get Yours"                                                                                      | 1987   | —        | —         | —        | —        | —        | —        | —        | —        | —        | 88       |                | Yo! Bum Rush the Show                                       |
| "Rebel Without a Pause"                                                                                       | 1987   | —        | —         | —        | —        | —        | —        | —        | —        | —        | 37       |                | It Takes a Nation of Millions to Hold Us Back               |
| "Bring the Noise"                                                                                             | 1988   | —        | —         | 56       | —        | —        | —        | —        | —        | —        | 32       |                | It Takes a Nation of Millions to Hold Us Back               |
| "Don't Believe the Hype"                                                                                      | 1988   | —        | 21        | 18       | —        | —        | —        | —        | 46       | —        | 18       |                | It Takes a Nation of Millions to Hold Us Back               |
| "Night of the Living Baseheads"                                                                               | 1988   | —        | —         | 62       | —        | —        | —        | —        | 21       | —        | 63       |                | It Takes a Nation of Millions to Hold Us Back               |
| "Black Steel in the Hour of Chaos"                                                                            | 1989   | —        | —         | 86       | 11       | —        | —        | —        | —        | —        | —        |                | It Takes a Nation of Millions to Hold Us Back               |
| "Fight the Power"                                                                                             | 1989   | —        | —         | 20       | 1        | —        | —        | 24       | —        | —        | 29       |                | Fear of a Black Planet                                      |
| "Welcome to the Terrordome"                                                                                   | 1990   | —        | 49        | 15       | 3        | 81       | —        | 21       | 12       | —        | 18       |                | Fear of a Black Planet                                      |
| "Brothers Gonna Work It Out"                                                                                  | 1990   | —        | 31        | 20       | 22       | 95       | —        | —        | 30       | —        | 46       |                | Fear of a Black Planet                                      |
| "911 Is a Joke"                                                                                               | 1990   | —[B]     | —         | 15       | 1        | 64       | —        | 71       | 22       | 25       | 41       |                | Fear of a Black Planet                                      |
| "Can't Do Nuttin' for Ya Man"                                                                                 | 1990   | —        | —         | —        | 11       | 59       | —        | —        | 15       | —        | 53       |                | Fear of a Black Planet                                      |
| "Can't Truss It"                                                                                              | 1991   | 50       | 5         | 11       | 1        | 55       | —        | —        | 24       | —        | 22       | - RIAA: Златно | Apocalypse 91... The Enemy Strikes Black                    |
| "Shut 'Em Down"                                                                                               | 1991   | —        | 16        | 26       | 1        | —        | —        | —        | 30       | —        | 21       |                | Apocalypse 91... The Enemy Strikes Black                    |
| "Nighttrain"                                                                                                  | 1992   | —        | —         | —        | 17       | —        | —        | —        | 42       | —        | 55       |                | Apocalypse 91... The Enemy Strikes Black                    |
| "Hazy Shade of Criminal"                                                                                      | 1992   | —        | —         | 58       | 12       | —        | —        | —        | 27       | —        | —        |                | Greatest Misses                                             |
| "Louder Than a Bomb"                                                                                          | 1992   | —        | —         | —        | —        | —        | —        | —        | —        | —        | —        |                | It Takes a Nation of Millions to Hold Us Back               |
| "I Stand Accused"[A]                                                                                          | 1993   | —        | —         | —        | —        | —        | —        | —        | —        | —        | 77       |                | Muse Sick-n-Hour Mess Age                                   |
| Give It Up"                                                                                                   | 1994   | 33       | —         | 30       | 5        | 16       | 36       | 36       | 14       | 37       | 18       |                | Muse Sick-n-Hour Mess Age                                   |
| "What Kind of Power We Got?"[A]                                                                               | 1994   | —        | —         | —        | —        | —        | —        | —        | —        | —        | 77       |                | Muse Sick-n-Hour Mess Age                                   |
| "So Whatcha Gonna Do Now?"                                                                                    | 1995   | —        | —         | —        | —        | —        | —        | —        | —        | —        | 50       |                | Muse Sick-n-Hour Mess Age                                   |
| "He Got Game" (Stephen Stills и Public Enemy)                                                                 | 1998   | —[C]     | —         | 78       | —        | 25       | 82       | 54       | 7        | —        | 16       |                | He Got Game soundtrack                                      |
| "Resurrection" (Masta Killa и Public Enemy)                                                                   | 1998   | —        | —         | —        | —        | —        | —        | —        | —        | —        | —        |                | He Got Game soundtrack                                      |
| "Shake Your Booty"                                                                                            | 1998   | —        | —         | —        | —        | —        | —        | —        | —        | —        | —        |                | He Got Game soundtrack                                      |
| "Do You Wanna Go Our Way???"                                                                                  | 1999   | —        | —         | —        | —        | —        | —        | —        | —        | —        | 66       |                | There's a Poison Goin' On'                                  |
| "Give the Peeps What They Need"                                                                               | 2002   | —        | —         | —        | —        | —        | —        | —        | —        | —        | —        |                | Revolverlution                                              |
| "Son of a Bush"                                                                                               | 2003   | —        | —         | —        | —        | —        | —        | —        | —        | —        | —        |                | Revolverlution                                              |
| "Make Love Fuck War" (Моби и Public Enemy)                                                                    | 2004   | —        | —         | —        | —        | —        | —        | —        | —        | —        | —        |                | New Whirl Odor                                              |
| "Bring That Beat Back"                                                                                        | 2005   | —        | —         | —        | —        | —        | —        | —        | —        | —        | —        |                | New Whirl Odor                                              |
| "Can't Hold Us Back" (Paris, Dead Prez, Kam и Public Enemy)                                                   | 2005   | —        | —         | —        | —        | —        | —        | —        | —        | —        | —        |                | Rebirth of a Nation                                         |
| "Hell No We Ain't All Right!" (Paris и Public Enemy)                                                          | 2005   | —        | —         | —        | —        | —        | —        | —        | —        | —        | —        |                | Rebirth of a Nation                                         |
| "Ali Rap Theme"                                                                                               | 2006   | —        | —         | —        | —        | —        | —        | —        | —        | —        | —        |                | Није ни на једном албуму                                    |
| "Amerikan Gangster" (E.Infinite и Public Enemy)                                                               | 2007   | —        | —         | —        | —        | —        | —        | —        | —        | —        | —        |                | How You Sell Soul to a Soulless People Who Sold Their Soul? |
| "Black Is Back"                                                                                               | 2007   | —        | —         | —        | —        | —        | —        | —        | —        | —        | —        |                | How You Sell Soul to a Soulless People Who Sold Their Soul? |
| "Harder Than You Think"                                                                                       | 2007   | —        | —         | —        | —        | —        | —        | —        | —        | —        | 4        | - BPI: Златно  | How You Sell Soul to a Soulless People Who Sold Their Soul? |
| "Rise" | 2008   | —        | —         | —        | —        | —        | —        | —        | —        | —        | —        |                | Rebirth of a Nation                                         |
| "They Call Me Flavor" (Paris и Public Enemy)                                                                  | 2008   | —        | —         | —        | —        | —        | —        | —        | —        | —        | —        |                | Rebirth of a Nation                                         |
| "Say It Like It Really Is"                                                                                    | 2010   | —        | —         | —        | —        | —        | —        | —        | —        | —        | —        |                | The Evil Empire of Everything                               |
| "I Shall Not Be Moved"                                                                                        | 2012   | —        | —         | —        | —        | —        | —        | —        | —        | —        | —        |                | Most of My Heroes Still Don't Appear on No Stamp            |
| "Man Plans God Laughs"                                                                                        | 2015   | —        | —         | —        | —        | —        | —        | —        | —        | —        | —        |                | Man Plans God Laughs                                        |
| "—" означава издање које или није дебитовало на тој топ-листи или није дебитовало у/на тој држави/територији. |        |          |           |          |          |          |          |          |          |          |          |                |                                                             |

### Промотивни синглови
| Назив                          | Година | Албум                                    |
| ------------------------------ | ------ | ---------------------------------------- |
| "Anti-Nigger Machine"          | 1990   | Fear of a Black Planet                   |
| "By the Time I Get to Arizona" | 1991   | Apocalypse 91... The Enemy Strikes Black |
| "Get Off My Back"              | 1992   | Mo' Money                                |
| "Livin' in a Zoo"              | 1993   | CB4                                      |

## Остали пројекти
| Назив                              | Година | Други музичар(и) | Албум          |
| ---------------------------------- | ------ | ---------------- | -------------- |
| "The 13th Message/Livin' in a Zoo" | 1992   | Нема             | CB4            |
| "Gotta Do What I Gotta Do"         | 1992   | Нема             | Trespass       |
| "Rumbo n da Jungo"                 | 1994   | The Wreck League | Street Fighter |

## Спотови
| Назив                                                            | Година | Режисер(и)                     |
| ---------------------------------------------------------------- | ------ | ------------------------------ |
| "Bring The Noise"                                                | 1987   | Доминик Севиџ                  |
| "Rebel Without a Pause"                                          | 1987   | Нема                           |
| "Don't Believe the Hype"                                         | 1988   | Нема                           |
| "Night of the Living Baseheads"                                  | 1988   | Лионел Мартин                  |
| "Black Steel in the Hour of Chaos"                               | 1989   | Нема                           |
| "Fight the Power"                                                | 1989   | Спајк Ли                       |
| "Fight the Power" (филмска везрија)                              | 1989   | Спајк Ли                       |
| "Welcome to the Terrordome"                                      | 1990   | Нема                           |
| "Brothers Gonna Work It Out"                                     | 1990   | Лионел Мартин                  |
| "911 Is a Joke"                                                  | 1990   | Нема                           |
| "Can't Do Nuttin' for Ya Man"                                    | 1990   | Нема                           |
| "Burn Hollywood Burn" (Big Daddy Kane, Ајс Кјкуб и Public Enemy) | 1990   | Лионел Мартин                  |
| "Can't Truss It"                                                 | 1991   | Ерик Меза                      |
| "Shut 'Em Down"                                                  | 1992   | Нема                           |
| "Nighttrain"                                                     | 1992   | Кристофер Строукс              |
| "Hazy Shade of Criminal"                                         | 1992   | Ерик Меза                      |
| "By the Time I Get to Arizona"                                   | 1992   | Ерик Меза                      |
| "Louder Than a Bomb"                                             | 1992   | Брет Ратнер                    |
| "I Stand Accused"                                                | 1994   | Стив Кар                       |
| "Give It Up"                                                     | 1994   | Крис Гилган                    |
| "What Kind of Power We Got?"                                     | 1994   | Ерик Меза                      |
| "So Whatcha Gonna Do Now?"                                       | 1995   | Јозеф Кан                      |
| "He Got Game" (Stephen Stills и Public Enemy)                    | 1998   | Спајк Ли                       |
| "Do You Wanna Go Our Way???"                                     | 1999   | Џонатан Вудс и Кристофер Адамс |
| "Gotta Give the Peeps What They Need"                            | 2002   | Нема                           |
| "Revolverlution"                                                 | 2002   | Нема                           |
| "Son of a Bush"                                                  | 2004   | Мемо Салазар                   |
| "Make Love Fuck War" (Моби и Public Enemy)                       | 2004   | Гилс Бури                      |
| "Bring That Beat Back"                                           | 2005   | Нема                           |
| "Revolution"                                                     | 2006   | Нема                           |
| "Superman's Black in the Building"                               | 2006   | Дејвид Синдер                  |
| "Black Is Back"                                                  | 2007   | Дејвид Синдер                  |
| "Long and Whining Road"                                          | 2007   | Дејвид Синдер                  |
| "Harder Than You Think" (оригинална верзија)                     | 2007   | Дејвид Синдер                  |
| "I Woke Up in a Place I Forgot"                                  | 2008   | Нема                           |
| "Prophets of Rage"                                               | 2008   | Нема                           |
| "Rebirth"                                                        | 2008   | Нема                           |
| "Say It Like It Really Is"                                       | 2010   | Нема                           |
| "Welcome To The Terrordome (Fear 2011)"                          | 2010   | Нема                           |
| "Face Of Freedom" (Tijana Bass и Public Enemy)                   | 2011   | Дејвид Бурк                    |
| "I Shall Not Be Moved"                                           | 2012   | Дејвид Шнајдер                 |
| "RLTK" (Darryl McDaniels и Public Enemy)                         | 2012   | Дејвид Шнајдер                 |
| "Harder Than You Think" (УК параолимпијска верзија)              | 2012   | Дејвид Шнајдер                 |
| "Harder Than You Think" (Dehasse радио верзија)                  | 2012   | Дејвид Шнајдер                 |
| "Everything"                                                     | 2013   | Дејвид Шнајдер                 |
| "Get Up Stand Up" (Brother Ali и Public Enemy)                   | 2013   | Дејвид Шнајдер                 |
| "Hoover Music"                                                   | 2013   | Нема                           |
| "Man Plans God Laughs"                                           | 2015   | Нема                           |
| "No Sympathy From The Devil"                                     | 2015   | Нема                           |
| "Earthizen" (текстуални видео)                                   | 2015   | Нема                           |
| "Mine Again"                                                     | 2015   | Нема                           |
| "Lost In Space Music"                                            | 2015   | Нема                           |
| "Me To We"                                                       | 2015   | Лионел Мартин                  |
| "Honky Talk Rules"                                               | 2016   | Нема                           |